# Kim Ji-Woon
Kim Ji-Woon (en coreà: hangul: 김지운, RR: Gim Ji-un, MR: Kim Ji-Woon, AFI: [gim.ji.un]),(nascut el 27 de maig de 1964) és un guionista i cineasta coreà. Ha abordat una àmplia gamma de gèneres cinematogràfics, convertint-se en un director de referència pels als afeccionats al cinema asiàtic.

## Carrera
Kim Ji-Woon va abandonar els seus estudis en el Seoul Institute of the Arts per començar la seva carrera com a actor i director teatral. Com a còmic va participar en produccions com "Hot Sigui" o "Movie Movie".
El seu pas al cinema li va reportar creixents nivells d'èxit destacat per la importància donada a l'actuació i el detall de les seves pel·lícules.
El 1997, va aconseguir el premi al millor escenari per Wonderful Seasons.
L'any 2000 va rebre el premi al millor llargmetratge en el Festival de Cinema Fantàstic de Màlaga per The Quiet Family.
Les seves pel·lícules més recents, A Tale of Two Sisters i A bittersweet life mostren un creixement considerable com a director i estilista vistual i van ser rebudes amb bones crítiques esdevenint èxits comercials.
El 2008 va rebre el guardó al millor director del Festival de Cinema de Sitges per The good, the bad and the weird.
El 2010, va presentar el thriller I Saw the Devil amb els actors Choi Min-sik i Lee Byung-hun. Les violentes escenes que contenien van retardar la seva estrena a Corea, ja que a causa de "escenes que danyaven seriosament la dignitat humana" va ser classificada com"Limited Screening", etiqueta que obliga a la seva exhibició en sales per a adults, inexistents a la península coreana. Després de retallar unes quantes escenes, va arribar a la qualificació 18+ i va poder ser finalment estrenada.
Les versions en DVD de les seves pel·lícules destaquen per comptar amb abundant material documental i extra.

## Filmografia
- 1998 — The Quiet Family ||| 조용한 가족, Choyonghan kajok
- 2000 — The Foul King ||| 반칙왕, Banchikwang
- 2000 — Coming Out ||| 커밍 아웃
- 2002 — Three (Segment: Memories) ||| 三更, Saam gaang (segment Souvenirs)
- 2003 — Història de dues germanes ||| 장화, 홍련, Janghwa, Hongryeon
- 2005 — A Bittersweet Life ||| 달콤한 인생, Dalkomhan insaeng
- 2008 — El bo, el dolent, el boig ||| 좋은 놈, 나쁜 놈, 이상한 놈, Joheun nom nabbeun nom isanghan nom
- 2010 — Vaig trobar al diable ||| 악마를 보았다, Akmareul boadda
- 2012 — Doomsday Book ||| 인류멸망보고서; Inryu myeongmang bogoseo
- 2013 — L'últim desafiament